# Akiko Yajima
Akiko Yajima (矢島 晶子 Yajima Akiko?), nacida como Akiko Ogasawara (小笠原 晶子 Ogasawara Akiko?,  Kōbe, Prefectura de Hyōgo, Japón, 4 de mayo de 1967) es una actriz de voz japonesa. Es conocida por su papel de Shin-chan en el anime Shin-chan.

## Datos personales
Nació el 4 de mayo de 1967 en Kashiwazaki, Prefectura de Niigata bajo el nombre Akiko Ogasawara (小笠原 晶子 Ogasawara Akiko). Es niñera certificada. Su tipo de sangre es B.

## Filmografía

### Anime
- Haibane Renmei como Kuu
- .hack//Roots como Gaspard
- Berserk como Elise y Rickert
- Blood+ como Diva y Riku Miyagusuku
- Casshern Sins como Luna
- Clannad como Garbage Doll
- Crayon Shin-Chan como Shinnosuke "Shin-Chan" Nohara
- Ergo Proxy como Pino
- Eureka Seven como Sakuya
- Excel Saga como Cosette
- Fairy Tail como Lector
- Flame of Recca como Kurenai
- Fullmetal Alchemist como Clause
- Futari wa Pretty Cure como Mipple
- Ghost in the Shell: Stand Alone Complex como Miki
- InuYasha como Kohaku y Sakasagami no Yūra
- Jigoku Shōjo como Yuki
- Kanon 2006 como Kazuya Kurata
- Kuroshitsuji como Angela
- Hina Logi: From Luck & Logic como la Directora
- Mobile Suit Gundam Wing como Relena Darlian/Relena Peacecraft
- Naruto como Ranmaru
- Naruto Shippūden como Sasori (niño)
- Natsume Yuujin-chou como Kogitsune
- Sailor Moon S como Shinnosuke y Tamasaburou

### OVAs
- .hack//G.U. Returner como Gaspard
- Mobile Suit Gundam Wing: Endless Waltz como Relena Darlian
- Mobile Suit Gundam Wing: Operation Meteor como Relena Darlian/Relena Peacecraft

### Películas
- Aa! Megami-sama la película como Ex
- Crayon Shin-Chan (todas las películas) como Shinnosuke "Shin-Chan" Nohara
- Digimon Savers: Kyūkyoku Power! Burst Mode Hatsudō como Rhythm
- Futari wa Pretty Cure: Max Heart como Mipple
- Futari wa Pretty Cure Max Heart 2: Yukizora no Tomodachi como Mipple
- InuYasha: El castillo de los sueños en el espejo como Kohaku

### Videojuegos
- .hack//G.U. como Gaspard
- Persona 2: Batsu como Maya Amano
- .profile//2 como Alicia

### Doblaje
- Peanuts como Charlie Brown
- Star Wars: Episodio I - La amenaza fantasma como Anakin Skywalker

## Música
- Cantó para la serie Crayon Shin-chan los siguientes openings: Bakappo de Go!, Ora wa Ninkimono, Tobe Tobe Onei-san (junto con Tesshō Genda), Dame Dame no Uta (junto con Lady Q y Miki Narahashi) y Leisurely De-o! (una versión sola y otra en compañía de AKB48). Además, interpretó los endings: Party Join Us Daisakusen (junto con Maron Koushaku), Shin-chan Ondo (junto con Haruo Minami), Ora wa Ninkimono (con Keiji Fujiwara y Miki Narahashi) y Mama to no O-yakusoku Joukou no Uta (también con Miki Narahashi). Para la película Crayon Shin-chan 14: Densetsu o Yobu - Odore! Amigo! interpretó el opening Yuruyuru de DE-O!.[3][4]
- Interpretó para la serie Martian Successor Nadesico los temas Ginga no Christmas y Delicious Island.